# Neostothis gigas
Neostothis gigas is een spinnensoort in de taxonomische indeling van de bruine klapdeurspinnen (Nemesiidae).
Neostothis gigas werd in 1925 beschreven door Vellard.